# Maroubra Force
Maroubra Force est le nom donné à une unité d'infanterie australienne qui fut chargée de défendre Port Moresby, en Papouasie-Nouvelle-Guinée contre les Japonais pendant la Seconde Guerre mondiale, et participa à la campagne de la piste Kokoda lors de la guerre du Pacifique. Ce fut l'une des nombreuses unités formant le corps expéditionnaire de Nouvelle-Guinée, la principale formation alliée dans le Sud-Ouest du Pacifique au cours de l'année 1942. 
Créée le 21 juin 1942, elle était composée du bataillon d'infanterie papou et des 39e et 53e bataillons sous le commandement du major-général Basil Morris. 
La 39e brigade fut envoyée par voie terrestre via la piste Kokoda pour garantir la zone de Buna et se préparer à s'opposer à une avancée ennemie. Le bataillon d'infanterie papou composé d'environ 280 soldats encadrés par des officiers blancs, était déjà posté au nord de la chaîne Owen Stanley à l'entrée de la piste Kokoda. Le 21 juillet 1942, les japonais débarquèrent sur la côte nord-est de la Papouasie et le bataillon d'infanterie papou fut  débordé par les troupes japonaises et l'entrée de la piste fut prise le 29 juillet 1942. 
La Maroubra Force combattit avec succès un mois durant pour retarder l'avancée japonaise à travers les terrains très difficilement praticables de la chaîne Owen Stanley, avant d'être renforcée et, enfin, de repousser les Japonais juste à l'entrée de Port Moresby. La Maroubra Force fut relevée par la 16e et 25e brigades, qui entreprirent de mener une contre-offensive pour repousser les Japonais jusqu'à leurs points de débarquement à Buna, Gona et Sanananda sur la côte nord de la Papouasie. 
Lors de la bataille de Buna-Gona de novembre 1942 à janvier 1943, la Maroubra Force releva à son tour les 18e et 25e brigades qui assiégeaient Gona et battit le détachement japonais. 
La Maroubra Force fut commandée d'abord par le brigadier Selwyn Porter (de la 30e brigade), puis le lieutenant-colonel Ralph Honner (du 39e bataillon de la milice) et, enfin, le brigadier Arnold Potts (de la 21e brigade). Le brigadier Potts fut ensuite relevé de son commandement dans des circonstances controversées. 
À son apogée, la Maroubra Force se composait des 39e et 53e bataillons et de la 21e brigade. Le 53e bataillon de la milice participa brièvement à la bataille d'Isurava mais fut vaincu et se retira ensuite très démoralisé, surtout après que l'officier commandant et de nombreux officiers supérieurs du bataillon ont été tués dans l'action.
Les batailles de Kokoda et Buna-Gona firent payer un lourd tribut aux soldats de la Maroubra Force. À titre d'exemple, à la suite des deux batailles, le 39e bataillon ne disposa plus que d'à peine 30 survivants (sur les 600 à 800 qui devaient le composer), le reste  étant soit mort, soit disparu, soit blessé, soit souffrant de maladie et d'épuisement dans les hôpitaux de Port Moresby ou du nord de l'Australie. 
La Maroubra Force, le lieutenant-colonel Honner et le brigadier Potts ont contribué à la réussite de la défense de l'Australie, et sont parfois cités comme "les hommes qui ont sauvé l'Australie aux côtés de l'amiral américain Frank J. Fletcher, dont les actions lors de la bataille de la mer de Corail ont également empêché les Japonais de prendre Port Moresby.

## Sources
- (en) Cet article est partiellement ou en totalité issu de l’article de Wikipédia en anglais intitulé « Maroubra Force » (voir la liste des auteurs).